# Bartolomé Vargas Lugo
Bartolomé Vargas Lugo (Tulancingo, Hidalgo; 1890 - Ciudad de México, 19 de junio de 1972) fue un político mexicano. Fue gobernador de Hidalgo entre 1929 y 1933.

## Secretaría de la Reforma Agraria
Trabajó como Oficial Mayor de la Comisión Nacional Agraria, precursora de la Secretaría de la Reforma Agraria.

## Gobierno del Estado de Hidalgo
Bartolomé Vargas Lugo fue gobernador del estado de Hidalgo del 1 de abril de 1929 al 31 de marzo de 1933.

## Partido Revolucionario Institucional
Fungió como secretario general del Partido Nacional Revolucionario, antecedente del Partido Revolucionario Institucional.

## Banco Nacional de Crédito Agrícola
Fue director gerente del Banco Nacional de Crédito Agrícola.

## Familia
- Adolfo Lugo Verduzco
- Javier Rojo Gómez
- José Lugo Guerrero
- Jorge Rojo Lugo
- Humberto Lugo Gil

## Ligas externas
- Exgobernadores del estado de Hidalgo

- Datos: Q111569431